# 崔秀仁
崔秀仁（韓語：최수인，2004年03月05日—），又譯崔粹仁，韓國女演員。

## 演出作品

### 劇集
| 年份 | 播放平台 | 劇名         | 角色         | 備註 |
| 2014 | MBC      | 《芭蕾舞者》 | 跳芭蕾的小孩 |      |
| 2022 | NETFLIX  | 《黑暗榮耀》 | 李善雅       | 配角 |
| 2023 | NETFLIX  | 《黑暗榮耀》 | 李善雅       | 配角 |

### 電影
| 年份 | 片名                   | 角色   | 性質 | 備註     |
| 2016 | 《女孩青春紀事》       | 小善   | 主演 | [ 3 ]    |
| 2017 | 《她日一秋季短期假期》 | 妍主   | 主演 | [ 4 ]    |
| 2017 | 《花漾奶奶秀英文》     | 羅玉芬 | 少女 | [ 5 ]    |
| 2019 | 《童心計畫》           | 小善   | 客串 | [ 6 ]    |
| 2022 | 《洪，在希，我》       | 英書   | 主演 | 短篇電影 |
| 2023 | 《巢》                 |        | 主演 | 短篇電影 |
| 2024 | 《最起碼的善意》       | 有美   | 主演 | [ 8 ]    |

## 獎項榮譽
| 年份 | 頒獎典禮                     | 獎項         | 作品             | 結果 | 參考   |
| 2016 | 捷克茲林國際兒童與青少年影展 | 最佳女主角獎 | 《女孩青春紀事》 | 獲獎 | [ 9 ]  |
| 2017 | 第11屆 Young About 國際影展  | 最佳演員獎   | 《女孩青春紀事》 | 獲獎 | [ 10 ] |

## 外部連結
- 官方网站
- 崔秀仁的Instagram帳戶
- 崔秀仁在NAVER上的资料
- 崔秀仁在Daum上的资料
- 崔秀仁在韩国电影数据库（KMDb）上的資料（韓語）
- 崔秀仁在互联网电影资料库（IMDb）上的資料（英文）
- 崔秀仁在HanCinema的頁面（英文）